# Здравство у Приједору
Здравство у Приједору које је у организационом смислу у надлежности Града Приједора има задатак да у области здравствене заштите обзеди неопходну кадровску и материјалну инфраструктуру на примарном и секундарном нивоу. У овом смислу (иако се здравствена заштита  иначе обезбеђује на нивоу Републике Српске), Град Приједор као јединице локалне самоуправе и послодавац у обавези је да предузима специфичних активности на промоцији здравља, превенцији и лечењу болести и стања, рехабилитацији обољелих и повређених, обезбеђењу неопходне лекове и медицинска средстава, заштитиру животне и радне средине и друге специфичне активности из области здравства на својој територији. При томе обим, садржај и начин остваривања здравствене заштите који ће се спроводити на нивоу Града Приједора утврђује Фонд здравственог осигурања, уз сагласност Министарства здравља и социјалне заштите Републике Српске.

## Задаци Града Приједора у области здравствене заштите
Најважнији задаци Града Приједора у области здравствена заштите су:
- унапређивање и очување здравља становништва, сузбијање и спречавање заразних и других обољења која се појављују у епидемијском облику;
- спровођење мјера превентивне и примарне здравствене заштите становништва;
- праћење здравственог стање становништва и епидемиолошке ситуацијЕ на подручју града и предузимње мереа за њихово унапређивање;
- утврђује планове, обезбијеђује услове и организује спровођење општих и превентивних мјера систематске дезинсекције и дератизације за своје подручје;
- отклања здравствене посљедице проузроковане елементарним и другим непогодама и ванредним приликама;
- обезбијеђује средства за спровођење вакцинације неосигураних лица;
- предлаже Министарству план мреже здравствених установа за своје подручје;
- прати рад здравствених установа на примарном нивоу здравствене заштите, чији је оснивач;
- финансира и суфинансира изградњу и опремање здравствених установа, те обезбијеђује средстава за континуирано одржавање објеката и опреме, обнављање и набавку нове опреме за здравствену установу чији је оснивач;
- обезбијеђује мртвозорство и средства за услуге утврђивања времена и узрока смрти лица која умру ван здравствене установе на територији Града Приједора (Скупштина града именује докторе медицине - мртвозорнике за утврђивање времена и узрока смрти лица умрлих ван здравствене установе).[2]
- обезбјеђује средстава за суфинансирање програма и пројеката здравствене заштите од интереса за локалну самоуправу;
- обезбијеђује средства за здравствено осигурање социјално угрожених лица у складу са посебним законом;
- обезбеђује средства за покривање трошкова здравствене заштите социјално угрожених категорија становништва, у складу са могућностима;
- са циљем подршке пронаталитетној политици Града, нарочито са аспекта неповољних демографских тенденција, суфинансира трошкове процедуре медицински потпомогнуте оплодње - вантјелесне оплодње,[3]
- обезбијеђује услове за мултисекторску сарадњу,
- спроводи специфичне активности на заштити и очувању животне средине,
- обавља и друге послове у области здравствене заштите становништва, у складу са законом;
- надлежни орган локалне самоуправе именује чланове Одбора за здравље, са циљем активног учешћа у остваривању циљева здравствених стратегија на нивоу примарне здравствене заштите, подршке и помоћи здравственим установама и здравственим радницима, као и непосредног учешћа грађана у исказивању здравствених потреба.

## Установе из области здравства
У Приједору делује:
- једна здравствена установа чији је оснивач Република Српска,
- једна дравствена установа чији је оснивач Скупштина града Приједора,
- већи број приватних здравствених установа из области породичне медицине, педијатријска амбуланта, апотеке, стоматолошке амбуланте, и већи број специјалистичких амбуланти разних грана медицине.

Град Приједор улаже напоре како би здравствена заштита била што доступнија свим становницима нашег града, а здравствене установе континуирано раде на унапређењу квалитета здравствене заштите.

### Секундарни и терцијарни ниво здравствене заштите
- Министарство здравља и социјалне заштите: Трг Републике Српске 1, 78000 Бања Лука
- Јавна здравствена установа Општа болница „Др Младен Стојановић“ Приједор, Милана Врховца бр. 1, 79101 Приједор Република Српска,

### Примарна здравствена заштита
- Јавна здравствена установа „Дом здравља“ Приједор, Вожда Карађорђа 2
- Јавна здравствена установа „Градска апотека“ Приједор, Краља Петра И Ослободиоца бр. 25,